# .lu
.lu là tên miền quốc gia cấp cao nhất (ccTLD) của Luxembourg. Một địa chỉ trong nước phải được chỉ định nếu muốn đăng ký tên miền dưới.lu.
Tên miền.lu được quản lý bởi Restena.
Trong nhiều năm, việc nộp đơn được thực hiện qua bưu chính hoặc fax. Cước phí cho tên miền cấp hai.lu là 40 euro để khởi tạo (hoặc điều chỉnh một địa chỉ) và 40 euro hàng năm (đã gồm VAT).
Vào 18 tháng 9 năm 2006 cơ quan đăng ký đã giới thiệu mô hình hộ tịch tên miền.